# Dorcadion lodosi
Dorcadion lodosi är en skalbaggsart som beskrevs av Andrea Sabbadini och Carlo Pesarini 1992. Dorcadion lodosi ingår i släktet Dorcadion och familjen långhorningar. Inga underarter finns listade i Catalogue of Life.